# Meus Prêmios Nick 2009
O Meus Prêmios Nick 2009 foi a décima edição da premiação Meus Prêmios Nick. Ocorreu no Rio de Janeiro, no Citibank Hall, dia 3 de setembro, em São Paulo, no Credicard Hall, no dia 10 de setembro, e transmitido na TV no dia 24 de setembro às 20 horas pela Nickelodeon Brasil. Esta edição foi apresentada por Jullie, Marcelo (Strike) e Lucas (Fresno).
A premiação ocorreu com votação popular em duas fases. A primeira fase, ocorreu de 22 de junho a 13 de julho, com 8 concorrentes por categoria. E a segunda fase, com 4 concorrentes, vencedores da primeira fase, ocorreu de 17 de julho a 16 de agosto.

## Vencedores e indicados

### Programa de TV Favorito
| Indicado       | Resultado | País           |
| -------------- | --------- | -------------- |
| Pânico na TV   | Venceu    | Brasil         |
| Hannah Montana | Indicado  | Estados Unidos |
| Isa TKM        | Indicado  | Venezuela      |
| CQC            | Indicado  | Brasil         |

### Atriz Favorita
| Indicado            | Programa           | Resultado | País      |
| ------------------- | ------------------ | --------- | --------- |
| Patrícia Pillar     | A Favorita         | Venceu    | Brasil    |
| Nathália Dill       | Paraíso            | Indicado  | Brasil    |
| Micaela Castellotti | Isa TKM            | Indicado  | Venezuela |
| Marjorie Estiano    | Caminho das Índias | Indicado  | Brasil    |

### Ator favorito
| Indicado         | Programa           | Resultado | País      |
| ---------------- | ------------------ | --------- | --------- |
| Reinaldo Zavarce | Isa TKM            | Venceu    | Venezuela |
| Cauã Reymond     | A Favorita         | Indicado  | Brasil    |
| Rodrigo Lombardi | Caminho das Índias | Indicado  | Brasil    |
| Tony Ramos       | Caminho das Índias | Indicado  | Brasil    |

### Desenho favorito
| Indicado             | Resultado | País           |
| -------------------- | --------- | -------------- |
| Bob Esponja          | Venceu    | Estados Unidos |
| Os Padrinhos Mágicos | Indicado  | Estados Unidos |
| Pica-Pau             | Indicado  | Estados Unidos |
| Pucca                | Indicado  | Estados Unidos |

### Artista internacional favorito
| Indicado         | Resultado | País           |
| ---------------- | --------- | -------------- |
| Mc Fly           | Venceu    | Reino Unido    |
| Robert Pattinson | Indicado  | Estados Unidos |
| Jonas Brothers   | Indicado  | Estados Unidos |
| Miley Cyrus      | Indicado  | Estados Unidos |

### Cantor ou cantora do ano
| Indicado       | Resultado | País   |
| -------------- | --------- | ------ |
| Cláudia Leitte | Venceu    | Brasil |
| Di Ferrero     | Indicado  | Brasil |
| Ivete Sangalo  | Indicado  | Brasil |
| Lucas Silveira | Indicado  | Brasil |

### Banda favorita
| Indicado     | Resultado | País   |
| ------------ | --------- | ------ |
| NX Zero      | Venceu    | Brasil |
| Victor e Leo | Indicado  | Brasil |
| Fresno       | Indicado  | Brasil |
| Pitty        | Indicado  | Brasil |

### Música do ano
| Indicado                   | Artista          | Resultado | País   |
| -------------------------- | ---------------- | --------- | ------ |
| "Cartas pra Você"          | NX Zero          | Venceu    | Brasil |
| "Ainda Gosto Dela"         | Skank e Negra Li | Indicado  | Brasil |
| "Versos Simples"           | Chimarruts       | Indicado  | Brasil |
| "Alguém Que Te Faz Sorrir" | Fresno           | Indicado  | Brasil |

### Revelação musical
| Indicado          | Resultado | País   |
| ----------------- | --------- | ------ |
| Stevens           | Venceu    | Brasil |
| Isabella Drummond | Indicado  | Brasil |
| Mariana Rios      | Indicado  | Brasil |
| Catch Side        | Indicado  | Brasil |

### Filme do ano
| Indicado                                | Resultado | País           |
| --------------------------------------- | --------- | -------------- |
| Crepúsculo                              | Venceu    | Estados Unidos |
| Harry Potter e o Enigma do Príncipe     | Indicado  | Estados Unidos |
| High School Musical 3: Ano da Formatura | Indicado  | Estados Unidos |
| Se Eu Fosse Você 2                      | Indicado  | Brasil         |

### Gato do ano
| Indicado         | Resultado | País      |
| ---------------- | --------- | --------- |
| Rodrigo Hilbert  | Venceu    | Brasil    |
| Di Ferrero       | Indicado  | Brasil    |
| Rodrigo Tavares  | Indicado  | Brasil    |
| Reinaldo Zavarce | Indicado  | Venezuela |

### Gata do ano
| Indicado                | Resultado | País      |
| ----------------------- | --------- | --------- |
| Juliana Paes            | Venceu    | Brasil    |
| Fiorella Mattheis       | Indicado  | Brasil    |
| María Gabriela de Faria | Indicado  | Venezuela |
| Priscila Pires          | Indicado  | Brasil    |

### Humorista favorito(a)
| Indicado         | Resultado | País   |
| ---------------- | --------- | ------ |
| Marcelo Adnet    | Venceu    | Brasil |
| Oscar Filho      | Indicado  | Brasil |
| Katiuscia Canoro | Indicado  | Brasil |
| Evandro Santo    | Indicado  | Brasil |

### Atleta favorito(a)
| Indicado         | Resultado | País   |
| ---------------- | --------- | ------ |
| Kaká             | Venceu    | Brasil |
| Ronaldo Fenômeno | Indicado  | Brasil |
| Marta            | Indicado  | Brasil |
| Alexandre Pato   | Indicado  | Brasil |

### Personalidade do ano
| Indicado       | Resultado | País           |
| -------------- | --------- | -------------- |
| Bob Esponja    | Venceu    | Estados Unidos |
| Barack Obama   | Indicado  | Estados Unidos |
| Britney Spears | Indicado  | Estados Unidos |
| Max Porto      | Indicado  | Brasil         |

### Mundo web
| Indicado   | Resultado | País           |
| ---------- | --------- | -------------- |
| Orkut      | Venceu    | Estados Unidos |
| Twitter    | Indicado  | Estados Unidos |
| Mundo Nick | Indicado  | Estados Unidos |
| Google     | Indicado  | Estados Unidos |

### Game favorito
| Indicado                  | Resultado | País           |
| ------------------------- | --------- | -------------- |
| Guitar Hero World Tour    | Venceu    | Estados Unidos |
| Pro Evolution Soccer 2009 | Indicado  | Estados Unidos |
| Mario Kart Wii            | Indicado  | Estados Unidos |
| Super Smash Bros Brawl    | Indicado  | Estados Unidos |

## Prêmios especiais

### Banho de Slime
| Banho de Slime                   |
| -------------------------------- |
| Lucas Silveira e Rodrigo Tavares |

### Mais Ação Mais Movimento
| Mais Ação Mais Movimento |
| ------------------------ |
| MV Bill                  |

### Melhor Momento dos 10 anos do MPN
| Melhor Momento dos 10 anos do MPN |
| --------------------------------- |
| Slime no Di Ferrero               |